# Penisola di Jankovskij
La penisola di Jankovskij (in russo полуостров Янковского) si trova sulla costa occidentale del golfo dell'Amur, in Russia. Si affaccia sul mar del Giappone e appartiene al Chasanskij rajon, nel Territorio del Litorale (Circondario federale dell'Estremo Oriente). 
La penisola, che si chiamava precedentemente Sidemi, porta il nome dell'imprenditore polacco Michail Ivanovič Jankovskij (Михаил Иванович Янковский), uno dei fondatori della Società per lo studio della regione di Amur, la prima istituzione scientifica nell'Estremo Oriente della Russia, che aveva la sua tenuta su questa penisola.

## Geografia
La penisola separa la baia della Narva e la laguna di Lebjaž'ja (лагуна Лебяжья) dal golfo Slavjanskij (Славянского залива); a nord-ovest è collegata alla terraferma da un basso istmo paludoso. Il punto più orientale della penisola è capo Kuprijanov (мыс Куприянова). A sud della penisola si trovano le isole di Sidorov e Gerasimov, che chiudono parzialmente l'ingresso al golfo Slavjanskij; a est, di fronte all'insediamento di Bezverchovo, si trova la piccola isola Kroličij (isola dei Conigli), dove sorge un faro.
Sulla penisola ci sono molti piccoli corsi d'acqua. Il rilievo è prevalentemente montuoso. Il punto più alto è di 248 m. La costa è prevalentemente ripida e rocciosa; è piatta e in parte paludosa a nord-ovest. Si apre a sud-est la baia Tabunnaja (бухта Табунная).